# 매튜 덴
매튜 P. 덴(Matthew P. Denn, 1966년 2월 9일, 델라웨어주 윌밍턴 ~ )은 미국의 정치인으로 델라웨어 부지사이다.

## 학력
- 캘리포니아 대학교 버클리 인문사회 학사
- 예일 대학교 법무박사

## 경력
- 2005.01 ~ 2009.01 델라웨어 보험국장
- 2009.01 ~ 2015.01 제25대 델라웨어 부지사
- 2015.01 ~ 2019.01 제45대 델라웨어 법무장관

## 역대 선거 결과
| 선거명      | 직책명                     | 대수  | 정당   | 득표율 | 득표수    | 결과 | 당락                     |
| ----------- | -------------------------- | ----- | ------ | ------ | --------- | ---- | ------------------------ |
| 1996년 선거 | 상원의원 (델라웨어 제12부) | 139대 | 민주당 | 45.76% | 6,632표   | 2위  | 낙선                     |
| 2004년 선거 | 델라웨어 보험국장          | -대   | 민주당 | 52.83% | 182,619표 | 1위  | 델라웨어 보험국장 당선   |
| 2008년 선거 | 델라웨어 부지사            | 24대  | 민주당 | 61.32% | 236,744표 | 1위  | 델라웨어 부지사 당선     |
| 2012년 선거 | 델라웨어 부지사            | 24대  | 민주당 | 61.57% | 238,959표 | 1위  | 델라웨어 부지사 당선     |
| 2014년 선거 | 델라웨어 법무장관          | 45대  | 민주당 | 52.76% | 121,410표 | 1위  | 델라웨어주 법무장관 당선 |